# Крон, Симон
Симон Крон (швед. Simon Kroon; род. 16 июня 1993) — шведский футболист, полузащитник клуба «Эстерсунд».

## Клубная карьера
Крон дебютировал в чемпионате Швеции 20 июня 2011 года в матче против ФК «Кальмар». Через семь дней вышел в стартовом составе на матч против ГАИС. 9 октября 2014 года забил мяч в ворота «Олимпиакоса» в рамках группового этапа Лиги чемпионов УЕФА 2014/2015.

## Достижения
«Мальмё»
- Чемпион Швеции (2): 2013, 2014.
- Обладатель Суперкубка Швеции (2): 2013, 2014